# Roland Varga
Roland Varga, född 22 oktober 1977, är en friidrottare från Kroatien. Han deltog vid olympiska sommarspelen 2012.